# Ponto (diacrítico)
Ponto, na função diacrítica, é um termo para designar os sinais que combinam com as letras do alfabeto latino usados nas línguas da Europa central e na língua vietnamita, entre eles são o ponto mediano ( ·), o ponto sobrescrito ( ˙) e o ponto subscrito (       ̣ ).

## Ponto mediano
Ponto mediano é usado na tipografia britânica, no alfabeto shawiano, catalão, chinês, taiwanês, franco-provençal, grego, japonês, coreano, latim, occitano, irlandês antigo, rúnico, e comumente na ciência (por exemplos na multiplicação: x ⋅ y; e na química: CuSO4 · 5H2O).

## Ponto sobrescrito
O ponto sobrescrito é usado:

ponto sobrescrito

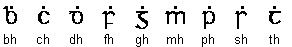
Ponto sobrescrito no alfabeto irlandês antigo.

- Na romanização árabe, ġ representa a letra ghain (غ);
- Na tipografia irlandesa, onde o ponto denota lenição, e é chamado de ponc séimhithe ou buailte "ponto de lenição": ḃ, ċ, ḋ, ḟ, ġ, ṁ, ṗ, ṡ, ṫ. Alternativamente, a lenição pode ser representado pela letra h, assim: bh, ch, dh, fh, gh, mh, ph, sh, th. Na língua irlandesa antiga, o ponto era usado apenas ḟ, ṡ, enquanto o h seguia apenas essas: th, ph, ch e a lenição de outras letras não foram indicadas. Mais tarde os dois sistemas se espalharam para todo o conjunto de consoantes com lenição. Eventualmente, a prática comum era usar o ponto quando escrita na tipografia gaélica e a letra h era usada ao escrever na tipografia antigaa. Assim, ċ e ch representam o mesmo elemento fonético no irlandês moderno.
- Na língua lituana: ė é pronunciado como [eː], em relação a ę, que se pronuncia uma menor [ɛː] (nasalizado), ou e, pronunciado [ɛ, ɛː].
- Na língua maltesa: ċ é usada como uma consoante africada palato-alveolar surda, ġ como uma palato-alveolar africada sonora, e ż como uma fricativa alveolar sonora.
- Na língua polaca: ż é usada como uma fricativa retroflexa sonora.
- Nas línguas Sioux, como lacota e dacota, por vezes, usar o ponto sobrescrito para indicar um som ejetivo.
- Na língua turca, o ponto sobrescrito nas minúsculas i e j e na maiúscula İ não é considerado como um diacrítico independente, mas como parte integrante da letra.
- No sistema fonético de escrita Rheinische Dokumenta, o ponto sobrescrito denota uma pronúncia especial da letra r.
- Na tipografia devanágari, o ponto sobrescrito é chamado anusvara.
- Em matemática e física, quando usado na notação de Newton, o ponto denota o tempo derivativo assim {\displaystyle v={\dot {x}}}. No entanto, a notação de Newton já não é padrão, em vez disso seria escrito com um primo ou usando a notação de Leibnitz.

## Ponto subscrito
- No AITS e Romanização da Biblioteca de Calcutá, transcrevendo idiomas indianos, o ponto subscrito de uma letra indica consoantes retroflexas, enquanto está embaixo do m ou n é chamado anunaasika.
- Na romanização das línguas semíticas, o ponto subscrito é usado para indicar consoantes enfáticas. Por exemplo, ṣ representa o "s enfático".
- Nas línguas afro-asiáticas, tem o Ṛ.
- Na língua asturiana usa Ḷ como consoante retroflexa plosiva sonora. Também usa Ḥ como fricativa glotal surda.
- Ḍ é usado na língua O'odham como ejetiva retroflexa sonora.
- Na língua vietnamita, o tom nặng (baixo, glote) é representado com um ponto subscrito da vogais: ạ, ặ, ậ, ẹ, ệ, ị, ọ, ộ, ợ, ụ, ự, ỵ.
- Na língua iorubá, o ponto é usado embaixo do o, e e S (ẹ, ọ, ṣ): as três letras também pode haver sem ponto.
- Na língua ibo, usa ị, ọ, ụ. O ponto subscrito simboliza uma redução da altura da vogal.
- x̣ representa uma fricativa uvular surda no Alfabeto fonético americanista.
- É utilizado no sistema fonético de escrita Rheinische Dokumenta para denotar o s sonoro e pronúncias especiais de r e a.
- Também é usado na tipografia devanágari, onde é chamado nukta.

## Codificação
No Unicode, o ponto sobrescrito é codificado assim:

- U+0307 ȧ (HTML: &#775;)
- U+02D9 a˙(HTML: &#729;)